# Сомов, Афанасий Николаевич
Афанасий Николаевич Сомов (1823 или 1824 — 1899) — тверской губернатор, тайный советник (1872), сенатор (1890).

## Биография
Родился в Воронежской губернии в 1823 или 1824 году. Происходил из потомственных дворян. Воспитывался в Морском кадетском корпусе и в декабре 1841 года был выпущен в 3-й флотский экипаж.
В 1853 году был избран в кандидаты Воронежского уездного предводителя дворянства и назначен директором Воронежского попечительного комитета о тюрьмах, а в 1855 году — воронежским уездным предводителем дворянства. В 1856 году был назначен судьей Воронежского совестного суда; в 1857 избран попечителем Воронежской арестантской полуроты гражданского ведомства; в 1858 году назначен членом Воронежского губернского комитета по крестьянскому делу. 
В 1861 году был назначен членом временной комиссии, открытой для предварительных распоряжении по крестьянским делам, затем членом по крестьянским делам присутствия. В том же году пожалован в звание камергера. В 1862 году был назначен старшим кандидатом губернского предводителя дворянства; 17 апреля 1863 года произведён в действительные статские советники; в 1865 году избран председателем Воронежской губернской земской управы; в 1867 году назначен почётным мировым судьёй по Воронежскому уезду. 
С 31 марта 1868 года занимал должность тверского губернатора. 
В 1890 году, 25 апреля, получил назначение сенатором в департамент герольдии Сената; в 1891 году был перемещён в 5-й департамент, а затем в соединенное присутствие 4, 5 межевого департамента Сената; с 1896 года присутствовал во 2-м всеобщем собрании Сената. 
Был пожизненным почётным членом Тверского губернского попечительства о детских приютах.
В Воронежской губернии у него было имение в 2552 десятин земли.
Умер 31 октября (12 ноября) 1899 года.